# Хараш, Адольф Ульянович
Адольф Ульянович Хараш (17 июля 1940, Тбилиси, Грузинская ССР, Союз Советских Социалистических Республик — 2 марта 2012, муниципалитет Гранадилья-де-Абона, о. Тенерифе, Испания) — советский и российский психолог и филолог, кандидат психологических наук (1984), преподаватель факультета психологии МГУ им. М. В. Ломоносова, психолог-консультант, практический психолог, тренер, оргконсультант. Занимался проблемами психологии общения и психологии личности, становлением и развитием тренинга личностного роста в СССР (с 1976 года), разработкой и развитием гуманитарной экспертизы (с 1989 года), стоял у истоков создания экстремальной психологии. Автор более сотни статей и монографий, часть из которых переведена на иностранные языки (грузинский, польский, немецкий, английский, французский). Осталось неопубликованным большое число рукописей, в том числе по гуманитарной экспертизе.

## Биография
Родился в еврейской семье инженеров 17 июля 1940 года в Тбилиси вторым ребёнком (сестра Лидия 1931 г.р.). Родители — выходцы из Одессы, «артельщики» (производство текстиля). Отец, Хараш Ульян Григорьевич, — специалист по художественной набивке ткани; мать, Хараш (ур. Шехтер) Сарра Моисеевна, — инженер-колорист. Большое влияние на мальчика оказала няня Ивановна, приобщившая его к русской культуре.
Окончив в 1958 г. среднюю школу с золотой медалью, поступил на историко-филологический факультет Тбилисского государственного педагогического института им. А. С. Пушкина, который окончил в 1964 г. с красным дипломом.
С апреля 1965 г. по январь 1966 г. — младший научный сотрудник Института психологии им. Д. Н. Узнадзе АН ГССР под непосредственным руководством Александра Северьяновича Прангишвили. В январе 1966 г. поступил в аспирантуру при кафедре структурной лингвистики Тбилисского государственного университета (руководитель — Тамаз Валерианович Гамкрелидзе), которую окончил в 1969 г., сдав экзамены кандидатского минимума по общей психологии и психолингвистике.
В 1968 г. женился и переехал в Москву.
С февраля 1969 г. по апрель 1970 г. — научный сотрудник лаборатории систем управления МГПИ им. В. И. Ленина (был прикомандирован к социологической группе Академии общественных наук при ЦК КПСС). Вел семинары по социальной психологии в университете марксизма-ленинизма при МГК КПСС. С апреля по август 1970 г. включительно работал врио зав. отделом в редакции журнала «Вопросы языкознания» издательства «Наука». С декабря 1970 г. по декабрь 1973 г. — младший научный сотрудник сектора социальных проблем труда Института конкретных социальных исследований (ИКСИ) АН СССР.
В 1973 году начал преподавать на факультете психологии МГУ им. М. В. Ломоносова, где проработал с небольшими перерывами до самой своей смерти, то есть почти сорок лет, сначала на кафедре социальной психологии, а затем на кафедре психологии личности. С декабря 1973 г. — младший научный сотрудник кафедры социальной психологии факультета психологии МГУ им. М. В. Ломоносова, куда был приглашен Г. М. Андреевой в первый год существования кафедры и где читал спецкурсы «Психология общения» и «Социальная установка». В апреле 1984 г. защитил кандидатскую диссертацию в форме научного доклада «Социально-психологические механизмы коммуникативного воздействия». В ноябре 1986 г. был переведен на должность старшего научного сотрудника. На кафедре социальной психологии проработал до середины 1990-х годов.
С 1990 года — директор созданного им Центра гуманитарных инноваций «Лиза», который выполнял заказы министерств и ведомств на проведение экспертных работ и выступал инициатором проведения гуманитарных экспертиз (в ситуации повышенного экологического риска в районе Ленинградской АЭС в г. Сосновый Бор, в зоне Чернобыльской катастрофы по программе «Дети Чернобыля», в зоне Юго-Осетинского конфликта во Владикавказе и Цхинвали).
С 2002 по 2010 годы А. У. Хараш работал в Центре психолого-медико-социального сопровождения «Северо-Восток» в Отрадном, где создал свою мастерскую, на базе которой проводил группы развивающего личностного тренинга, мастер-классы, а также вел супервизорскую работу в помощь специалистам, работающим с детьми.
В 2000-е годы Адольф Ульянович продолжал участвовать в жизни факультета в роли почетного профессора кафедры психологии личности: в разные годы читал спецкурсы «Психология межличностного общения», «Введение в интерперсональную психологию», «Психология монолога и диалога», «Диалог в психотерапии: теория и практика»; вел занятия спецпрактикума по теме «Диалог в психотерапевтической практике» на базе Центра в Отрадном.
В феврале-марте 2011 года Адольф Ульянович по приглашению О. В. Соловьёвой выступал перед студентами факультета психологии МГУ в рамках общего курса «Психология общения» с беседами, которые назвал «Встречи с психологом-практиком». Как оказалось, в последний раз… Эти встречи нашли глубокий отклик в умах, душах и сердцах нового поколения студентов, отраженный в написанных ими эссе.
Последние годы полностью посвятил себя психолого-психотерапевтической практике, оказывая помощь сотням людей и лично, и через своих учеников и коллег ("Норд-Ост", жертвы Беслана и их семьи в Москве) и через статьи в популярных изданиях.
Умер в 2012 году. Похоронен на Востряковском кладбище.

### Учителя
У А. У. Хараша не было одного учителя или научного руководителя. Учителями для него становились окружавшие его люди, его начальники и коллеги: А. С. Прангишвили и Т. В. Гамкрелидзе, Н. И. Лапин, М. И. Бобнева, А. И. Пригожин, Э. Орлова, Н. Наумова, В. Б. Ольшанский, И. Г. Петров, А. А. Брудный, Г. С. Батищев, А. Н. Леонтьев, Г. М. Андреева, Н. Н. Богомолова, А. И. Донцов, Л. А. Петровская, Ю. М. Жуков, Павел Боски, Карл Роджерс… Сотрудничал с Юлией Владимировной Некрасовой и Анатолием Борисовичем Добровичем. Принимал участие в группах и как участник, считая это необходимой частью повышения квалификации практического психолога, в частности, проходил группу д-ра Александра Ефимовича Алексейчика (1982 г.) и Карла Роджерса (1986 г.). Он не стеснялся учиться и называть вслух своих учителей, гордясь даже опосредованным (временем или расстоянием) контактом с ними.
Своим духовным отцом он считал Михаила Михайловича Бахтина, всю жизнь оставаясь горячим сторонником и продолжателем его идей. «У Роджерса я учился технике диалога, у Бахтина — философии диалога, видению мира и общения людей. Это две составляющие, два источника того, чем я занимаюсь, будь то группы или практика индивидуальной психотерапии». Он также называл своим учителем Ухтомского Алексея Алексеевича, чьи работы хорошо знал и высоко ценил.
Среди его учителей можно назвать и более современных философов и мыслителей: священника Александра Меня, митрополита Антония Сурожского, отчасти индийского философа Ошо.

## Вклад в психологическую теорию и практику

### Психология общения
С самого начала работы на кафедре социальной психологии у А. У. Хараша возникает главная для всей его дальнейшей научной и практической деятельности идея о двустороннем процессе любого — в том числе лекционного — общения, давшая начало разработке субъект-субъектного (интерсубъектного) подхода, в основе которого лежит диалог участников, независимо от статуса, в котором каждый из них находится.

### Групповая и тренинговая работа
Пройдя осенью 1976 г. группу польского психолога Павла Боски, организованную для психологов факультета психологии МГУ, Хараш сразу начинает вести собственные группы: со студентами своего факультета (март 1977 г.), с преподавателями и сотрудниками Кокчетавского пединститута (начало сентября 1977 г., организатор — Марс Галеевич Субханкулов), с сотрудниками и преподавателями факультета психологии МГУ (23-30 сентября 1977 г.; 8 участников, в том числе Лариса Андреевна Петровская, Елена Теодоровна Соколова, Алла Семеновна Спиваковская и др.), со студентами ЗПШ — зимней психологической школы факультета психологии МГУ (январь 1978 г.). Позже — и в других городах России и союзных республик, например, с эстонскими коллегами из Таллина, психологами из Костромы, Вологды и др., тем самым способствуя формированию психолого-психотерапевтического сообщества Москвы и Советского Союза. Получала от него опыт ведения групп и психологического консультирования и Юлия Борисовна Гиппенрейтер.
С февраля 1978 г. начал вести обучающие группы для психологов (и врачей) Клиники неврозов им. З. П. Соловьева (инициаторы — В. В. Столин и И. Н. Голубева). Первая группа — шесть занятий, в общей сложности 40 часов, 12 человек. В дальнейшем почти все участники этой группы стали действующими психологами-психотерапевтами: Наталья Марковна Берток, Ирина Николаевна Голубева, Андрей Феликсович Копьев, Татьяна Николаевна Муладжанова, о. Борис (Ничипоров), Елена Владимировна Новикова, Николай Николаевич Петров, Владимир Иванович Пискунов, Алла Федоровна Радченко, Владимир Викторович Столин, Нелли Хёриг (ур. Симоненко), Татьяна Николаевна Щерба.
В эти же годы А. У. Хараш начинает применять групповой метод для самых разных целей. Так в 1978 году он, с подачи коллег (А. Г. Асмолова и Б. С. Братуся) и совместно с ними, возрождает начинавшую тогда «глохнуть» популярную и ныне передачу Владимира Ворошилова «Что? Где? Когда?»; по просьбе Владимира Николаевича Минина, работает с ним и его Камерным хором над взаимодействием в коллективе, пониманием творческой задачи и над её реализацией (1983 г.); тогда же работает с пациентами и медперсоналом московских клиник: Кардиологического и Онкологического центров.
Постепенно менялся как арсенал ведущего (в сторону отказа от внешних средств-упражнений), так и названия и направленность его групп (от групп открытого общения к группам развивающего личностного тренинга, а позже и к психологическому театру).
Параллельно Адольф Ульянович ведет большую так называемую неврачебную психотерапевтическую работу — и с частными клиентами, и с коллегами, друзьями, знакомыми. А когда наступила эра катастроф и потрясений (1986 г.) — с участниками и свидетелями этих событий.

### Начало гуманитарной экспертизы и психологии экстремальных ситуаций
В мае 1986 г. А. У. Хараш выехал в г. Припять — город, переставший существовать в результате взрыва на Чернобыльской АЭС 26 апреля 1986 г., тем самым положив начало психологической помощи населению при масштабных техногенных катастрофах и стихийных бедствиях. Работал в 1988—1989 гг. в «горячих точках» Спитакского землетрясения и межнационального конфликта в НКАО.
С 1989 г. начал работу в абсолютно новом направлении, которое с легкой руки Владимира Петровича Зинченко было названо гуманитарной экспертизой (первые — Запорожская, 1989 г., Горьковская, 1989 г., Чернобыльская, 1990 г.). Менее чем за пятнадцать лет провел около двух десятков экспертиз, разработав их схему, теорию, методологию и обогатив практику оригинальными подходами, а также передачей «живого» опыта своим коллегам. Поэтому может по праву называться основоположником гуманитарной экспертизы. На основе полученного опыта им была написана одна из первых работ в области гуманитарной экспертизы — «Гуманитарная экспертиза в экстремальных ситуациях: идеология, методология, процедура», — которая вошла в учебное пособие, подготовленное кафедрой социальной психологии.
В январе 1988 года в целях обучения аспирантов и студентов старших курсов основам психологической работы организовал поездку в Киев для работы с переселёнными припятчанами, пострадавшим в результате катастрофы на Чернобыльской АЭС.

## Ученики
За сорок лет работы на факультете А. У. Хараш разработал и прочитал около десяти различных курсов и спецкурсов, руководил примерно пятьюдесятью дипломными работами студентов. В числе его первых дипломников Елена Владимировна Лопухина, известный ныне психодраматист, Евгений Николаевич Емельянов и Игорь Хухрев — одни из первых российских известных оргконсультантов, Нелли Хёриг (ур. Симоненко) — успешный семейный психотерапевт в Германии… Продолжателями дела Хараша, впрочем, можно назвать очень многих психологов, прошедших у него групповой тренинг или серию консультаций (имена см. выше) — другое дело, что далеко не каждый из них признаёт роль коллеги в своём профессиональном становлении. Сам Адольф Ульянович, активно занимаясь практикой, так и не создал своей школы, отчего и не имел официальных учеников. Но в последнее десятилетие своей жизни выделил несколько человек из среды проходивших его группы, высоко оценив их стремление, рост и потенциал, и называл этих людей своими учениками.

## Семья
В 1967 г. женился на Успенской Наталье Александровне, художнике-графике. В 1968 г. родилась дочь, Хараш Елена Адольфовна. В 1969 г. переехал на постоянное жительство в Москву. В 1973 г. брак распался.
В 1975 г. его старшая сестра уехала с семьей на постоянное жительство в Сан-Франциско (США), куда три года спустя выехали и их родители, а также большая часть их семейного клана, где многие из них проживают до сих пор.
В 1975 г. женился вторично, на Дерябиной Ольге Михайловне, тогда бывшей аспиранткой В. П. Зинченко на кафедре психологии труда и инженерной психологии того же факультета. В 1976 г. родилась дочь Елизавета, в 1980 г. — дочь Анастасия. В 1991 году и этот брак распался.

## Основные работы
1. Об использовании методов структурной лингвистики в изучении речевого поведения / Основные подходы к моделированию психики и эвристическому программированию. Материалы симпозиума. Киев, 1968. — М.: изд-во МГУ, 1968 (0,3 п.л.)
2. Ригидность в сфере речевых действий и психологическая структура значения / Актуальные проблемы психологии речи и психологии обучения языку. — М.: изд-во МГУ, 1970. — С. 83-91.
3. Лекционная аудитория: социально-психологический аспект. — М.: Знание, 1972. — 40 с.
4. Основные типы «коммуникативных установок» и эффект убеждающей коммуникации / Проблемы социальной психологии. — Тбилиси: Изд. ТГУ, 1976 (0,75 п.л.).
5. Межличностный контакт как исходное понятие психологии устной пропаганды // Вопросы психологии. — 1977. — № 4. С. 52-63.
6. Смысловая структура публичного выступления (об объекте смыслового восприятия) // Вопросы психологии. — 1978. — № 4. — С. 84-95.
7. Личность, сознание и общение: к обоснованию интерсубъектного подхода в исследовании коммуникативных воздействий / Психолого-педагогические проблемы общения. — М.: Изд. НИИ ОПП АПН СССР, 1979. — С. 17-35.
8. Принцип деятельности в исследованиях межличностного восприятия // Вопросы психологии. — 1980. — № 3. С. 20-31.
9. Наука обсуждать. Статья 1 // Молодой коммунист. — 1980. — № 9 (0,5 п.л.). Наука обсуждать. Статья 2 // Молодой коммунист. — 1980. — № 10 (0,4 п.л.).
10. Восприятие человека человеком как воздействие на его поведение / Психология межличностного познания. — М.: Педагогика, 1981. — С. 25-42
11. О механизме общественной детерминации индивидуальной деятельности / Общение и деятельность. — Прага, Univerzita Karlova,1981. — С. 59-71.
12. Руководитель, его личность и деятельность. — М.: Знание, 1981. — 64 с.
13. Ребёнок в доме: знакомый незнакомец (заметки социального психолога о семейном воспитании) / Подрастающее поколение. Демографический аспект. — М.: Статистика, 1981. — С. 76-87.
14. Лектор и слушатель: монолог или диалог? / Вопросы лекционной пропаганды. Вып. 6. — М.: Знание, 1981. — С. 162—172. Вып. 7. — М.: Знание, 1982. — С. 60-61.
15. Социально-психологические механизмы коммуникативного воздействия. Автореферат канд. диссертации в форме научного доклада. — М., 1983. — 33 с.
16. Личность в общении /Общение и оптимизация совместной деятельности — М.: Изд. МГУ, 1987 (0,75 п.л.).
17. Загадочный синдром, или Чего боятся чернобыльцы? Часть 1 // Наука и религия. — 1988. — № 9. — С. 26-30. Загадочный синдром, или Чего боятся чернобыльцы? Часть 2 // Наука и религия. — 1988. — № 10. — С. 18-22.
18. Вдвоём с самим собой. Краткое введение в психогигиену одиночества // Знание — сила. — 1994. — № 8. С. 134—144.
19. Гуманитарная экспертиза в экстремальных ситуациях: идеология, методология, процедура / Введение в практическую социальную психологию. — М.: Смысл, 1994 (Переиздание 1996. — С. 87-129).
20. Психология одиночества // Педология/Новый век. — 2000. — № 4 (ноябрь 2000). — с. 7-16.
21. Адольф Хараш прочёл для нас книгу Ошо «Мастер» // Psychologies. — 2007. — № 19.
22. Хараш А. У., Асмолов А. Г., Братусь Б. С., Зейгарник Б. В., Петровский В. А., Субботский Е. В., Цветкова Л. С.. О некоторых перспективах исследования смысловых образований личности //Вопросы психологии. — 1979. — № 4. — С. 35-46.
23. Хараш А. У.и др. Руководство по эргономическому обеспечению разработки техники. Часть 1. Общие эргономические требования. — М: ВНИИТЭ, 1979. — С. 90-106 (1 п.л.).
24. Хараш А. У., Жуков Ю. М. Дональд Кэмпбелл. Модели экспериментов в социальной психологии и прикладных исследованиях. Научный перевод. — М.: Прогресс, 1980.- 391 с. (11 п.л.).
25. Хараш А. У., Андреева Г. М., Донцов А. И. Принципы исследования межличностного восприятия в условиях совместной групповой деятельности / Межличностное восприятие в группе. Кафедральная монография. Под ред. Г. М. Андреевой и А. И. Донцова. — М.: изд-во МГУ, 1981. — С.68-85.
26. Хараш А. У., Дерябина О. М. Ребёнок в семье: воспитуемый или воспитатель? / Семья и личность. Тезисы докладов Всесоюзной конференции в г. Гродно. — Гродно, 1981. (0,1 п.л.).
27. Хараш А.У и ещё 15 участников. Атомная энергетика в перекрестке мнений. Круглый стол // Природа. — 1989. — № 10. — С. 15-39.
28. Хараш А. У., Дерябина О. М. Жар вашего сердца / Семья и личность. Тезисы докладов Всесоюзной конференции. — Краснодар, 1989 (0,5 п.л.).
29. Хараш А. У., Дерябина О. М. Общение в семье: защита и партнёрство / Семья и личность. Тезисы докладов Всесоюзной конференции. — Грозный, 1990 (1 п.л.).
30. Kharash A.U., Tilles R.S. The Extremal Ecology: Human and Social Groups Rights / Proceedings of XII-th World Congress of Sociology. — Madrid, 1990 (0,1 п.л.)
31. Заключение экспертной подкомиссии Государственной экспертной комиссии Госплана СССР по Государственным программам РСФСР, Украинской ССР и Белорусской ССР ликвидации последствий аварии на Чернобыльской АЭС на 1990—1995 годы / Всемирный день окружающей среды. Информационные материалы, 1990 г. — М.: ВИНИТИ, 1991. — с. 14-95.
32. Мурсалиева Г. В детство нужно впадать! Пути разоружения человеческих отношений // Новая газета. — ноябрь 2001. — № 84 (727).
33. Социологический, социально-психологический, медико-психологический аспекты экспертной оценки общей ситуации в регионе, подвергшемуся радиоактивному загрязнению в результате аварии на Чернобыльской АЭС / Всемирный день окружающей среды. Информационные материалы, 1990 г. — М.: ВИНИТИ, 1991. — с. 96-126.
34. Хараш А. У., Лупандин В. М., Черновол С. Ю. Социально-психологические факторы восприятия опасностей, связанных с воздействием Семипалатинского полигона, населением Алтайского края / Проблемы безопасности при чрезвычайных ситуациях. Обзорная информация. Вып. 6. — М.: ВИНИТИ, 1993. С. 61-85.
35. Хараш А. У., Рай А., Альбареда Р., Гуляев Э., Соватски С. Леди не шевелятся или не кажется ли вам, девочки, что нас обманули? — М., ООО «Старая Басманная», 2012. — С. 23 — 106, 327—405.
36. Котэ М. Интервью с А. У. Харашем // Журнал практического психолога. — 1997. — № 6. — С. 87-104 (плюс его перепечатка в сб. «Влияние современной американской психологии на практическую психологию в России». Специальное приложение к «Журналу практического психолога» за 1998 год. — М., 1998. — С. 179—199).
37. Смагина М. Праздник индивидуальности. Беседа с Адольфом Харашем // Наша Психология. — 2012. — № 2 (59; февраль 2012) — С. 40-45.
38. Васильева К. Беседа с Адольфом Харашем. Инстинкт труда // Наша Психология. −2012. — № 3 (60; март 2012). — С. 74-77.

Источники
- Журнал практического психолога, № 4, 2005 г., Москва
- Журнал практического психолога № 1, 2014 г., Москва
- Научно-методический журнал «Психология в ВУЗе» № 1, 2014 г., Москва
- Ежеквартальный научно-практический журнал «Психология зрелости и старения», весна, 2014 г., Москва
- Амария Рай «Леди не шевелятся или не кажется ли вам, девочки, что нас обманули?» М.: ООО «Старая Басманная», 2012. — 448 с.
- http://psy.msu.ru/people/obituary_kharash.html (дата последнего обращения 01.08.20)